# Tannhäuser

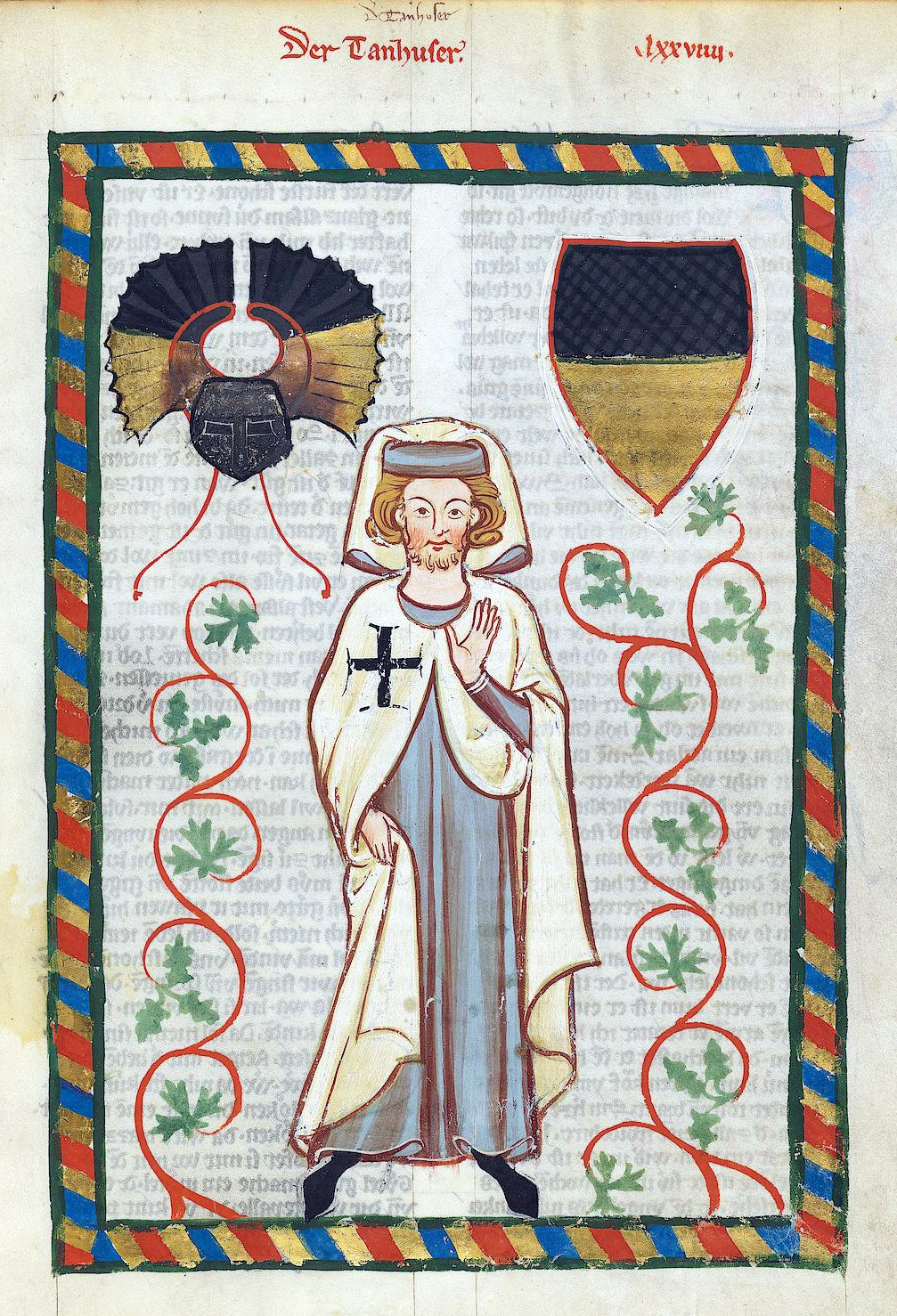
Tannhäuser, ilustração do Codex Manesse

Tannhäuser (no alto alemão médio: Tanhûser; morto após 1265) foi um Minnesänger e poeta alemão medieval. Sua existência não foi atestada historicamente fora de sua poesia, datada entre 1245 e 1265, e sua biografia é, por consequência, obscura. Assume-se que tenha alguma ligação com a antiga família nobre dos Senhores de Thannhausen, que ainda residem em Neumarkt in der Oberpfalz. Foi ativo na corte de Frederico II da Áustria, e o Codex Manesse o mostra com as vestes da Ordem Teutônica, o que sugere que teria participado da Quinta Cruzada.
Os poemas de Tannhäuser são paródias do gênero tradicional; seu Bußlied ('canção da expiação') é pouco usual no que diz respeito ao tema erótico do conteúdo restante do Codex Manesse. Tannhäuser era um adepto do estilo leich (lai) de poesia.